# Dale Collings
Dale Collings (Southport, 16 dicembre 1955) è un ex tennista australiano.

## Carriera
Ottenne il suo best ranking in singolare il 26 dicembre 1979 con la 101ª posizione del ranking ATP.
Raggiunse i quarti di finale al Sydney Indoor nel 1979.